# Brisbane Roar Football Club 2013-2014
Questa voce raccoglie le informazioni riguardanti il Brisbane Roar Football Club nelle competizioni ufficiali della stagione 2013-2014.

## Rosa
| N. |                       | Ruolo | Calciatore                     |
| -- | --------------------- | ----- | ------------------------------ |
| 1  | Australia (bandiera)  | P     | Michael Theoklitos             |
| 2  | Australia (bandiera)  | D     | Matt Smith (capitano)          |
| 3  | Australia (bandiera)  | D     | Shane Stefanutto               |
| 5  | Australia (bandiera)  | D     | Ivan Franjić                   |
| 7  | Albania (bandiera)    | A     | Besart Berisha                 |
| 8  | Australia (bandiera)  | C     | Steven Luštica                 |
| 10 | Brasile (bandiera)    | A     | Henrique                       |
| 11 | Irlanda (bandiera)    | C     | Liam Miller                    |
| 12 | Australia (bandiera)  | A     | Julius Davies                  |
| 13 | Australia (bandiera)  | D     | Jade North                     |
| 14 | Australia (bandiera)  | D     | Diogo Alexandre Alves Ferreira |
| 15 | Australia (bandiera)  | D     | James Donachie                 |
| 16 | Costa Rica (bandiera) | A     | Jean Carlos Solórzano Madrigal |
| 17 | Australia (bandiera)  | C     | Matt McKay                     |

| N. |                      | Ruolo | Calciatore          |
| -- | -------------------- | ----- | ------------------- |
| 18 | Australia (bandiera) | C     | Luke Brattan        |
| 19 | Australia (bandiera) | D     | Jack Hingert        |
| 20 | Australia (bandiera) | P     | Matt Acton          |
| 22 | Germania (bandiera)  | C     | Thomas Broich       |
| 23 | Australia (bandiera) | C     | Dimitri Petratos    |
| 25 | Australia (bandiera) | C     | George Lambadaridis |
| 26 | Australia (bandiera) | D     | Corey Brown         |
| 27 | Australia (bandiera) | C     | Devante Clut        |
| 28 | Australia (bandiera) | A     | Brandon Borrello    |
| 30 | Australia (bandiera) | C     | Ben Litfin          |
| 33 | Australia (bandiera) | P     | Fraser Chalmers     |
| 34 | Australia (bandiera) | A     | Patrick Theodore    |
| 35 | Australia (bandiera) | D     | Jai Ingham          |
|    | Australia (bandiera) | C     | Kofi Danning        |